# История создания романа «Братья Карамазовы»

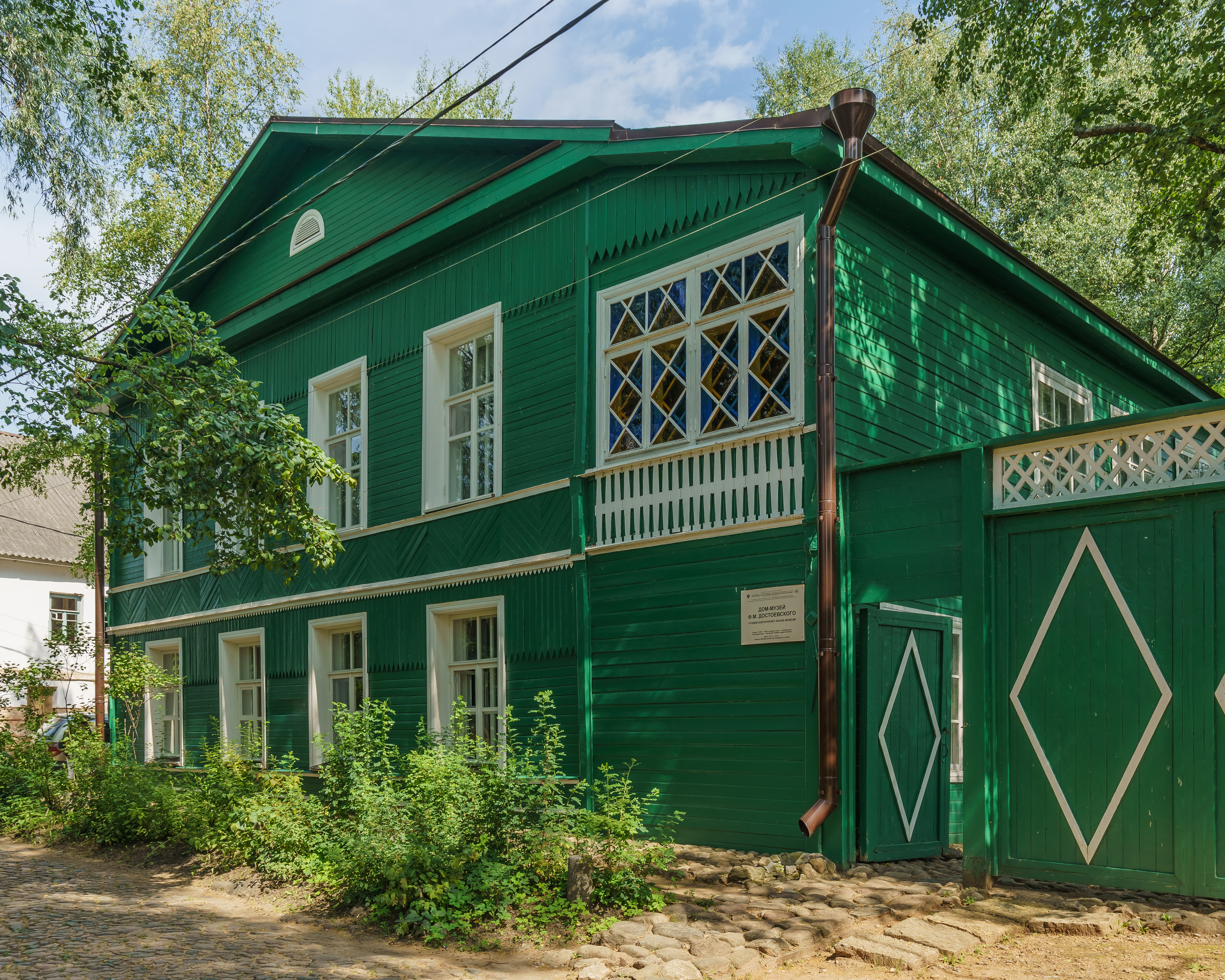
Дом Достоевского в Старой Руссе, в котором был написан роман «Братья Карамазовы»

Роман «Братья Карамазовы» стал итогом творчества Фёдора Михайловича Достоевского, при этом многие идеи, образы и эпизоды возникли задолго до начала работы над произведением. Первые из них обнаруживаются в творчестве писателя уже в 1846 году; в 1850-х годах на каторге Достоевский знакомится с Дмитрием Ильинским, чья история отцеубийства легла в основу сюжета романа; в творчестве 1850—1860-х годов появляются персонажи, в той или иной мере послужившие предшественниками героев романа «Братья Карамазовы». Осенью 1874 года, во время работы над романом «Подросток», Достоевский в одной из рабочих заметок впервые обрисовывает план «Братьев Карамазовых». В октябре 1877 года Достоевский написал, что займётся «одной художнической работой, сложившейся <…> неприметно и невольно».
На замысел, идеологию романа, его религиозно-философскую концепцию во многом повлияли как произведения других писателей, в частности Виктора Гюго и Льва Толстого, так и работы философов и религиозных мыслителей, таких как Владимир Соловьёв и Николай Фёдоров. К обработке материалов и продумыванию плана Достоевский приступил весной 1878 года, первые черновые записи датируются апрелем 1878 года. 2 декабря 1878 года стало известно, что публикация романа начнётся с январского номера журнала «Русский вестник». Структурно роман был разделён автором на отдельные книги, каждая из которых представляла собой законченную историю. По мере работы над романом Достоевский понимал, что не укладывается в намеченные сроки. Некоторые книги романа по сравнению с планом выросли в объёме более чем в два раза и были разделены, также были добавлены отдельные главы и даже книги, не предусмотренные первоначальным планом. Работа над эпилогом, заключительным фрагментом романа, была закончена к 8 ноября 1880 года.

## Предыстория
Роман «Братья Карамазовы» стал итогом творчества Фёдора Михайловича Достоевского, результатом его длительных размышлений над проблемами литературы и искусства. Многие идеи, образы и эпизоды романа присутствуют в более ранних произведениях Достоевского либо возникли во время их написания, но до момента работы над романом оставались в творческом воображении писателя.

### Раннее творчество
Тема раздвоения личности персонажа впервые в творчестве Достоевского появляется в 1846 году в повести «Двойник», где тайные желания со дна души героя порождают в его сознании образ ненавистного двойника. В 1877 году Достоевский писал об идее двойника в повести: «повесть эта мне положительно не удалась, но идея её была довольно светлая, и серьёзнее этой идеи я никогда ничего в литературе не проводил». В главе «Чёрт. Кошмар Ивана Фёдоровича» одиннадцатой книги «Братьев Карамазовых» Достоевский возвращается к идее двойника, показывая её могучие художественные возможности.
В 1847 году выходит повесть «Хозяйка», некоторые мысли которой предвосхищают аналогичные идеи Великого инквизитора из одноимённой главы пятой книги «Братьев Карамазовых». Главная героиня повести Катерина по характеру напоминает Грушеньку. Обе героини являются грешницами на распутье между прошлым и чистым настоящим, но только Грушеньке удаётся сделать правильный выбор в сторону новой жизни. В тот же период в творчестве Достоевского возникают темы нищего чиновничьего семейства, образы самоуничтожающихся шутов и городских подростков.

### От Ильинского к начальной точке романа
В 1850-х годах на каторге в омском остроге Достоевский познакомился с Дмитрием Ильинским, который был несправедливо осуждён за отцеубийство. Его история дважды была изложена писателем в «Записках из мёртвого дома», прежде чем послужить прообразом истории Дмитрия Карамазова. В 1860-х годах после каторги и ссылки Достоевский близко сходится с критиком Аполлоном Григорьевым, чей образ жизни, включающий любовь к кутежам и цыганам, бурные увлечения женщинами и контраст между внешним поведением и высокими романтическими порывами, в определённой степени мог послужить источником некоторых черт характера Дмитрия Карамазова.
В произведениях Достоевского 1850—1860-х годов также появляются персонажи, в той или иной мере послужившие предшественниками героев романа «Братья Карамазовы». Среди наиболее значимых отмечаются предшественники Алёши Карамазова: Алёша Валковский из романа «Униженные и оскорблённые» и князь Мышкин из романа «Идиот»; Фёдора Карамазова: Евграф Ежевикин и Фома Опискин из повести «Село Степанчиково и его обитатели», Лебедев из романа «Идиот»; Ивана Карамазова: Ипполит Терентьев из романа «Идиот»; Павла Смердякова: лакей Видоплясов из повести «Село Степанчиково и его обитатели».
…принято обвинять наше столетие, что оно после великих образцов прошлого времени не внесло ничего нового в литературу и в искусство. Это глубоко несправедливо. Проследите все европейские литературы нашего века, и вы увидите во всех следы той же идеи, и, может быть, хоть к концу-то века она воплотится наконец вся, целиком, ясно и могущественно в каком-нибудь таком великом произведении искусства, что выразит стремления и характеристику своего времени так же полно и вековечно, как, например, „Божественная комедия“ выразила свою эпоху средневековых католических верований и идеалов
В 1862 году в предисловии к переводу романа «Собор Парижской богоматери» Виктора Гюго Достоевский выразил желание «помериться силами с Данте» и создать роман энциклопедического характера, всесторонне выражающий стремления и характеристику своего времени. Созданные после этого романы «Преступление и наказание» и «Идиот», рассказывающие про восстановление погибшего человека, можно рассматривать как подступы к решению поставленной задачи. В годы завершения Львом Толстым романа «Война и мир», Достоевский формулирует замысел эпопеи о восстановлении погибшего человека. В 1868 году в письмах к Аполлону Майкову писатель обрисовывает цикл романов «Атеизм», главный герой которого, путешествуя по России, переходит от веры к безверию, а потом обратно к вере через приобщение к идеалу «русского Христа». В 1869 году «Атеизм» уступает место «Житию великого грешника», преемственно связанному с задуманным циклом. Оба замысла наметили некоторые сюжетные особенности и проблематику «Братьев Карамазовых».
В 1870—1872 годах Достоевский работает над романом «Бесы», после чего пишет роман «Подросток» и работает над «Дневником писателя». Осенью 1874 года, во время работы над «Подростком», Достоевский в одной из рабочих заметок обрисовывает план «Братьев Карамазовых»: «13 сентября 1874 г. Драма. В Тобольске, лет двадцать назад, вроде истории Ильинского. Два брата, старый отец, у одного невеста, в которою тайно и завистливо влюблен второй брат. Но она любит старшего. Но старший, молодой прапорщик, кутит и дурит, ссорится с отцом. Отец исчезает <…> Старшего отдают под суд и осуждают на каторгу <…> Брат через 12 лет приезжает его видеть. Сцена, где безмолвно понимают друг друга <…> День рождения младшего. Гости в сборе. Выходит. „Я убил“. Думают, что удар. Конец: тот возвращается. Этот на пересыльном. Его отсылают. Младший просит старшего быть отцом его детей. „На правый путь ступил!“». Данную заметку писателя, по мнению Фридлендера, можно рассматривать в качестве начальной точки работы над романом.

### От заметки к созданию
В заметке 1874 года действие будущего произведения сосредоточено вокруг психологической истории преступления и этического перерождения двух братьев без взаимодействия с окружающей общественной жизнью. Отсутствует и тема борьбы и смены поколений. План истории о братьях больше соответствовал психологической драме, чем роману. Только в 1878 году писатель приступает к систематической работе над давним замыслом двухтомного или трёхтомного романа-жития Алексея Карамазова, «великого грешника» из прошлых планов, и его братьев. Спустя четыре года тот самый план послужил фабульным стержнем, вокруг которого постепенно формировался сюжет будущего романа из многочисленных замыслов Достоевского 1874—1878 годов.
В начале работы над романом «Подросток» Достоевский замышлял его как произведение о детях. Позже тематика книги сместилась в сторону отцов и детей, однако, от первоначальной задумки остался нереализованный план о трёх братьях: «один брат — атеист. Отчаянье. Другой — весь фанатик. Третий — будущее поколение, живая сила, новые люди» и размышления о «новейшем поколении — детях». В «Братьях Карамазовых» эти задумки находят своё воплощение в лице Ивана, Дмитрия и Алексея Карамазовых, а также в Коле Красоткине и других мальчиках. В тех же подготовительных записях к роману разрабатывался и один из главных мотивов поэмы «Великий инквизитор». После завершения работы над «Подростком», Достоевский назвал этот «роман о русских теперешних детях, ну и, конечно, о теперешних их отцах, в теперешнем взаимном их соотношении» всего лишь первой пробой подобной мысли.
Отдельные аспекты детской темы, темы разложения дворянства, экономического упадка в стране, обнищания деревень, темы суда, темы русской церкви и католицизма, темы всеобщего обособления, а также темы Западной Европы и России в её прошедшем, настоящем и будущем анализировались Достоевским в «Дневнике писателя» за 1876—1878 годы, что по мнению исследователей отмечает его «особую роль в истории подготовки замысла „Братьев Карамазовых“». В подготовительных материалах «Дневника» встречаются записи, указывающие на будущий роман, а также некоторые характеры для него. «… Готовясь написать один очень большой роман <…> задумал погрузиться специально в изучение не действительности собственно, я с нею и без того знаком, а подробностей текущего. Одна из самых важных задач в этом текущем для меня <…> молодое поколение и вместе с тем современная русская семья, которая, я предчувствую это, далеко не такова, как всего ещё двадцать лет назад…» — писал Достоевский в 1876 году, отмечая необходимость «Дневника» для подготовительной работы над романом.
В 1877 году в октябрьском номере «Дневника писателя» Достоевский написал, что собирается приостановить издание на год или два. В декабрьском номере писатель уточнил, что в 1878 году журнал выходить не будет: «в этот год отдыха от срочного издания я и впрямь займусь одной художнической работой, сложившейся у меня в эти два года издания „Дневника“ неприметно и невольно».

### Литература

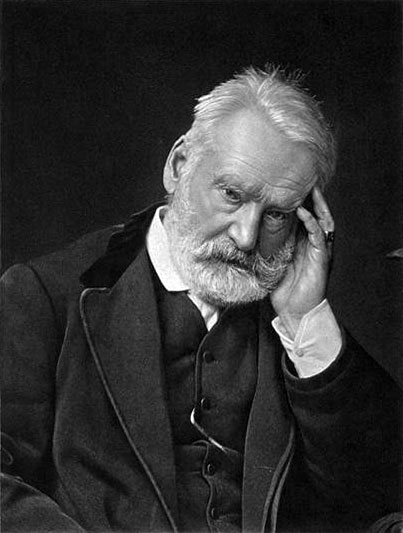
Виктор Гюго

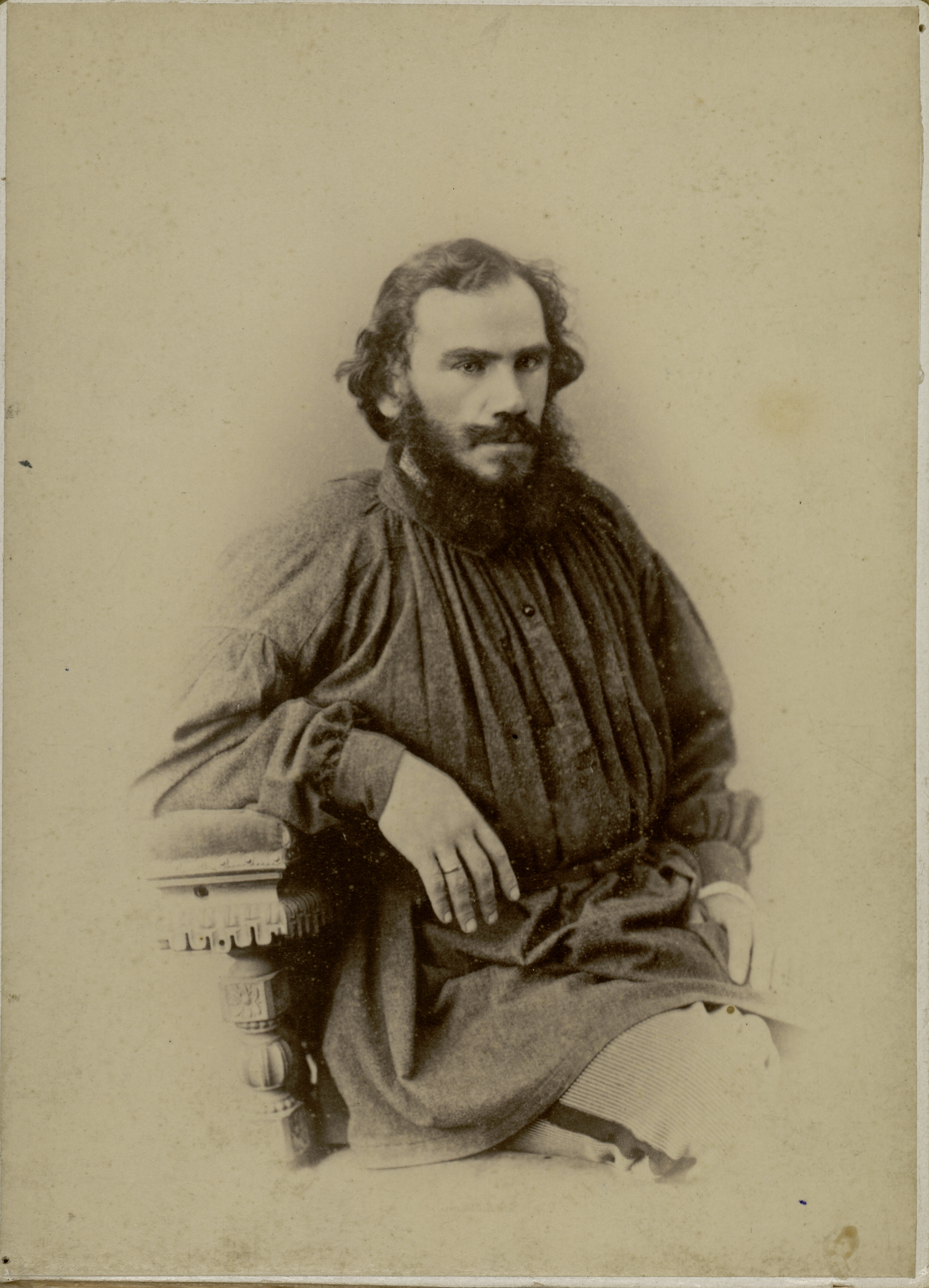
Лев Толстой в 1868 году

## Литературное и философское влияние

### Философия
На идеологию романа, его религиозно-философскую концепцию во многом повлияли философы и религиозные мыслители Владимир Соловьёв и Николай Фёдоров, к этому времени вошедшие в жизнь Достоевского.

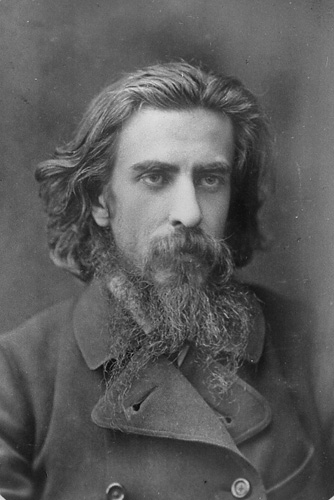
Владимир Соловьёв

Молодой философ Соловьёв обратил на себя внимание писателя своим учением о мистическом преображении мира и смелостью своих построений. Историю философ полагал богочеловеческим процессом, обличал западную цивилизацию с её безбожным человеком и верил, что «великое историческое призвание России <…> есть призвание религиозное». Достоевский разделял взгляды Соловьёва, что привело к их дружбе. По словам жены писателя Анны Григорьевны, их отношения напоминали отношения старца Зосимы и Алёши Карамазова. В начале 1878 года Соловьёв читал в Петербурге лекции «О Богочеловечестве», которые посещал Достоевский. Идеи философа совпадали с мыслями самого Достоевского, ясно и точно их формулировали, в итоге оказав влияние на идейное построение романа. По мнению Соловьёва, «последовательно проведенные и до конца осуществленные обе эти веры — вера в Бога и вера в человека — сходятся в единой, полной и всецелой истине Богочеловечества». Анна Григорьевна также отмечала, что отдельные черты Соловьёва перешли к Ивану Карамазову.

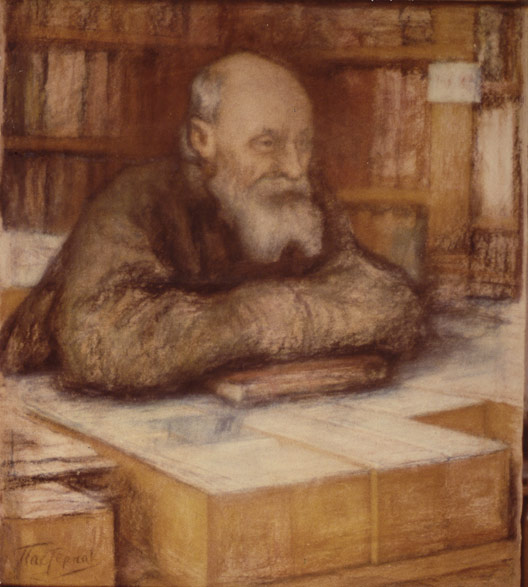
Николай Фёдоров

Прочитав книгу Николая Фёдорова «Философия общего дела», 24 марта 1878 года Достоевский заметил: «скажу, что, в сущности, совершенно согласен с этими мыслями. Их я прочел как бы за свои». Обращаясь к самому мыслителю, Достоевский писал: «Прочел я вашу рукопись с жадностью и наслаждением духа. <…> Я, со своей стороны, могу только признать вас своим учителем и отцом духовным». В своих трудах Фёдоров призывал к объединению человечества, созданию бесклассового общества, представляя религию реальной космической силой, преображающей мир, и ставя перед ней практическую задачу всеобщего воскресения. Завершением богочеловеческого процесса, по Фёдорову, должно стать Царство Божие. Идеи единства, семейственности и братства Достоевского, а также его вера в религиозный смысл истории и в преображение мира любовью совпадали с положениями этого учения. Уйдя из монастыря, Алёша Карамазов приступает к созданию первого человеческого братства. Также он верит в «воскресение реальное, буквальное, личное» на земле, что совпадает со взглядами Фёдорова. По Фёдорову, «для нынешнего века слово отец — самое ненавистное», что в полной мере отразилось в отношениях Фёдора Карамазова и его сыновей.

## Процесс создания и публикация
Memento (о романе)

— Узнать, можно ли пролежать между рельсами под вагоном, когда он пройдет во весь карьер.

— Справиться, жена осужденного в каторгу, тотчас ли может выйти замуж за другого.

— Имеет ли право идиот держать такую ораву приемных детей, иметь школу и пр.

— Справиться о детской работе на фабриках.

— О гимназиях, быть в гимназии.

— Справиться о том, может ли юноша, дворянин и помещик на много лет заключиться в монастыре (хоть у дяди) послушником? (NB по поводу провонявшего Филарета).

— В детском приюте.

— У Михаила Николаевича (Воспит. Дом).

— О Песталоцци, о Фребеле. Статью Льва Толстого о школьном современном обучении в От. Зап.

— Участвовать в Фребелевской прогулке.
Весной 1878 года Достоевский приступил к обработке материалов «Дневника писателя» и продумыванию плана будущего романа. 16 марта 1878 года писатель обращается за советом к педагогу Владимиру Михайлову: «Я замыслил и скоро начну большой роман, в котором, между другими, будут много участвовать дети и именно малолетние, с семи до пятнадцати лет примерно. Детей будет выведено много. Я их изучаю, и всю жизнь изучал, и очень люблю, и сам их имею. Но наблюдения такого человека, как Вы, для меня (я понимаю это), будут драгоценны. Итак, напишите мне об детях то, что сами знаете. И о петербургских детях, звавших вас дяденькой и о елисаветградских детях и о чём знаете. Случаи, привычки, ответы, слова и словечки, черты, семейственность, вера, злодейство и невинность; природа и учитель, латинский язык и проч. и проч. — одним словом, что сами знаете». Воспоминания жены Достоевского также подтверждают, что в начале года писатель уже был занят работой над будущим романом.
Первые записи в черновых тетрадях, относящиеся к «Братьям Карамазовым», датируются апрелем 1878 года. Из этих записей можно сделать вывод, что план ещё не был продуман полностью, но уже включал в себя видоизменённую историю мнимого отцеубийцы Ильинского, персонажа, схожего с главным героем романа «Идиот», содержащего школу, и юношу-дворянина, ушедшего на несколько лет в монастырь. Особенно выделялась в первых набросках детская тема, для разработки которой писатель посещал школы и приюты, читал педагогические работы. Коля Красоткин и остальные дети появляются только в десятой книге романа, но уже весной 1878 года писателя интересовал вопрос, можно ли пролежать под проезжающим поездом.
18 апреля 1878 года в своём письме «К московским студентам» Достоевский излагает идеологический план «Братьев Карамазовых». В вопросе отцов и детей писатель занимает сторону последних, полагая, что вся ответственность лежит на отцах и их «лжи со всех сторон». Достоевский отмечает два пути для молодого поколения: ложный путь в европеизм и истинный — в народ. Однако, «чтобы прийти к народу и остаться с ним, надо прежде всего разучиться презирать его. Во-вторых, надо, например, уверовать и в Бога», — пишет Достоевский. В романе Фёдор Карамазов представляет именно описанный в письме тип отцов, а Иван и Алёша — молодое поколение, выбравшее европеизм и путь в народ соответственно.
Работа над романом изначально отличалась от привычного писателю метода создания прошлых произведений. Достоевский обычно начинал с фабулы будущей книги, по несколько раз меняя сюжетные линии, иногда самым коренным образом. В случае же с «Братьями Карамазовыми» писатель изначально опирался на историю Ильинского, дополнив её идеями из «Жития великого грешника». Каких-либо резких отклонений от этого плана не произошло. В процессе работы над романом Достоевский несколько раз обращал внимание, что разделение произведения на книги сделано таким образом, что каждая заключает «в себе нечто целое и законченное».

### Часть первая

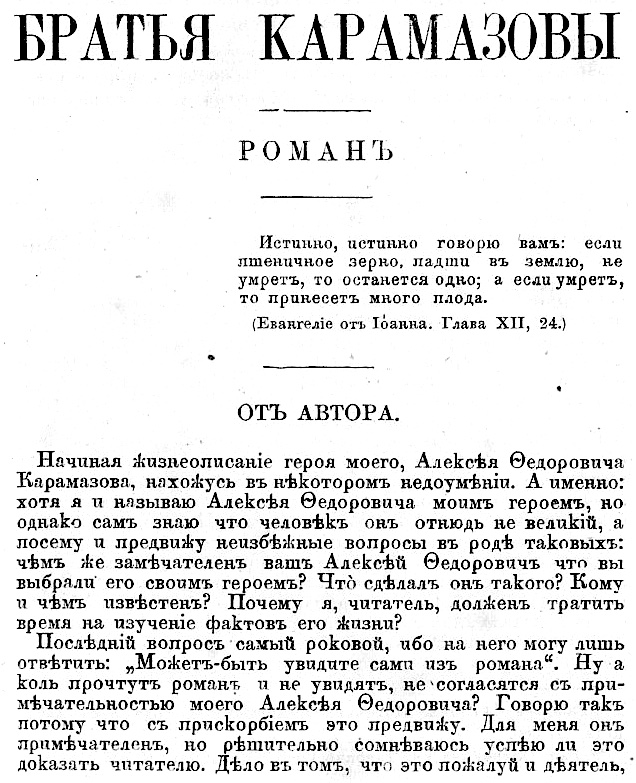
Начало романа. Первая публикация

На первые книги романа сильное влияние оказало посещение Достоевским во второй половине июня 1878 года Оптиной пустыни, куда писатель отправился, тяжело переживая смерть своего трёхлетнего сына 16 мая 1878 года. Анна Григорьевна по поводу реакции Достоевского на смерть сына писала: «был страшно поражен этой смертью. Он как-то особенно любил Лешу, почти болезненною любовью, точно предчувствуя, что его скоро лишится. <…> Судя по виду, Ф. М. был спокоен и мужественно выносил разразившийся над нами удар судьбы, но я сильно опасалась, что это сдерживание своей глубокой горести фатально отразится на его и без того пошатнувшемся здоровье». Она упросила философа Владимира Соловьёва уговорить Достоевского поехать в Оптину Пустынь. Писатель давно собирался посетить русский монастырь, чтобы изобразить его в одном из своих произведений. В Оптиной пустыни Достоевский дважды наедине встречался со старцем Амвросием, после чего «вернулся утешенный и с вдохновением приступил к писанию романа».
Соловьёв впоследствии утверждал, что в будущем романе центральной идеей должен был стать положительный общественный идеал церкви, что однако, по мнению Кийко, было лишь представлением Соловьёва о взглядах писателя в духе идеалов самого философа. Убеждённый в том, что «ложь со всех сторон», и только народ твёрд и могуч, Достоевский отмечал некоторый паралич современного ему общества и церкви, и поэтому стремился обозначить пути духовного выздоровления в виде утопического идеала свободного духовного союза людей.

#### Книга первая. История одной семейки.
Сохранившиеся заметки к первой книге начинаются с четвёртой главы и относятся к началу сентября 1878 года. Судя по почтовым штемпелям, работа велась в Петербурге и Старой Руссе. В основном, все типы и эпизоды, придуманные писателем, нашли своё место в окончательном тексте. В черновых набросках четвёртой главы «Третий сын Алёша» Алексей Карамазов часто называется Идиотом, что показывает его схожесть в замыслах автора с князем Мышкиным из романа «Идиот». В печатном варианте писатель решил не вызывать прямых ассоциаций. Примиряя в мировоззрении Алёши религию и науку, Достоевский писал в заметках: «он понял, что знание и вера — разное и противоположное»; а реализм религиозных представлений персонажа основывался на ощущении других миров и бессмертия человека, рассуждение о которых Достоевский впоследствии исключил из печатной версии романа, заменив на следующее описание: «Едва только он, задумавшись серьёзно, поразился убеждением, что бессмертие и бог существуют, то сейчас же, естественно, сказал себе: „Хочу жить для бессмертия, а половинного компромисса не принимаю“». Изначально Достоевский планировал сделать Алёшу философом, как и его старшего брата Ивана. В заметках намечены многочисленные беседы Алёши с детьми о положении человечества, о дьяволе, об Искушении в пустыне, о социализме и новых людях. Позже его мысли оказались выражены старцем Зосимой, Иваном в главе «Великий инквизитор» и прочими персонажами.

#### Книга вторая. Неуместное собрание.
Черновики второй книги романа относятся к сентябрю-октябрю 1878 года. К концу октября жена писателя, Анна Григорьевна, закончила переписывать первые две книги «Братьев Карамазовых». 7 ноября 1878 года книги были переданы издателю журнала «Русский вестник». Катков остался доволен работой писателя, а его соредактор Любимов «прочел первую треть и нашел все очень оригинальным». Среди черновых набросков второй книги присутствуют конспекты будущих диалогов, темы и разговоры персонажей, характеристики героев; описаны все главные персонажи. Как и в случае с заметками к первой книге, почти все материалы попали в печатный вариант романа. Дмитрий Карамазов в черновиках называется Ильинским. Иван Карамазов — Учёным или Убийцей, что может означать, что на этапе написания второй книги Достоевский предполагал сделать убийцей Фёдора Карамазова именно Ивана.
Незадолго до написания Достоевский посещал Оптину пустынь, откуда после встречи со старцем Амвросием вернулся утешенный. Материалом для описания монастыря в романе послужили книги инока Парфения и личные впечатления писателя от Оптиной пустыни. В одной из заметок автор отметил: «старчество из Оптиной: приходили бабы на коленях». В этих заметках ещё не до конца сформировался образ старца Зосимы, которого автор пока называет Макарием по аналогии со странником Макаром из романа «Подросток». Также из личных впечатлений формировался образ монаха Ферапонта — противника Зосимы. Достоевский в заметках писал: «Были в монастыре и враждебные старцу монахи, но их было немного. Молчали, затаив злобу, хотя важные лица. Один постник, другой полуюродивый».
В главе «Верующие бабы» в причитаниях одной из женщин проявляется личное горе писателя: «Сыночка жаль, батюшка, отвечает баба, трехлеточек был, без двух только месяцев и три бы годика ему. По сыночку мучусь, отец, по сыночку. <…> Вот точно он тут передо мною стоит, не отходит. Душу мне иссушил. <…> И хотя бы я только взглянула на него лишь разочек, только один разочек на него мне бы опять поглядеть». Анна Григорьевна также отмечала, что в этой главе отражены многие её сомнения, мысли и даже слова. Тоска писателя о любимом сыне усиливает эмоциональный тон повествования. Анна Григорьевна полагала, что ответ старца Зосимы в романе на самом деле являлся словами старца Амвросия самому Достоевскому: «И не утешайся, и не надо тебе утешаться <…> не утешайся и плачь… И надолго ещё тебе сего <…> плача будет, но обратится он под конец тебе в тихую радость и будут горькие слезы твои лишь слезами тихого умиления и сердечного очищения, от грехов спасающего. А младенчика твоего помяну за упокой».
Он (убийца) утверждает, что нет закона и что любовь лишь существует из веры в бессмертие.

(Миусов). Я в высшей степени несогласен. Любовь к человечеству лежит в самом человеке, как закон природы.

Все молчат: «Стараться не для чего», бормочет кто-нибудь.

(Иван). Как определить, где предел?

(Миусов). Предел, когда я врежу человечеству.

(Иван). Да для чего стесняться?

(Миусов). Да, чтоб хоть прожить удобнее. Если не будет любви, то устроятся на разуме.

(Иван). Если бы все на разуме, ничего бы не было.

(Миусов). В таком случае можно делать, что угодно?

(Иван). Да, если нет Бога и бессмертия души, то не может быть и любви к человечеству
Изначально главной темой дискуссии у Зосимы должен был стать вопрос: «…есть ли такой закон природы, чтоб любить человечество? Это закон божий. Закона природы такого нет, правда ли?», на который Иван даёт отрицательный ответ. В одном из черновых вариантов также упоминался Руссо: «Руссо — любовь, общество само из себя любовь. <…> Если нет бога и бессмертия души, то не может быть и любви к человечеству. <…> „В таком случае можно делать что угодно?“ — спрашивает, очевидно, Миусов. Иван, который везде здесь назван Убийцей, отвечает утвердительно». Здесь нашла отражение проблема любви к человечеству, важность которой для писателя подтверждает отдельная глава в его «Дневнике писателя» в 1876 году. На эпизод в келье также могли повлиять беседы Достоевского с Владимиром Соловьёвым о соотношении природного и нравственного начал человека. Исследователи приводят ещё несколько записей-проблем, упоминаемых в черновике, но не попавших в печатный текст, среди которых: «Все вещи и всё в мире для человека не окончены, а между тем значение всех вещей мира в человеке же заключаются» и «Только владение землей благородит. Без земли же и миллионер — пролетарий». Заканчивая работу над планом второй книги, Достоевский оставил две заметки, определившие основное направление спора в книге: «Церковный суд» и «Что церковь — для шутки или нет?». Эпизод детально не прорабатывался в черновике, а имеющиеся материалы представляют собой цитаты из статьи Горчакова о церковно-судном праве и возражения писателя, полагавшего, что идеи церкви и государства противоположны. В черновике первых двух книг не упоминается имя Зосима, а персонаж именуется просто Старцем.

#### Книга третья. Сладострастники.
К третьей книге писатель приступил во второй половине ноября 1878 года, после того, как первые две уже были переданы в редакцию «Русского вестника». В черновой рукописи Достоевский несколько изменил структуру продуманного ранее сюжета. Так, Алёша, по замыслу автора, встречал не Дмитрия, а Смердякова с Марьей Кондратьевной, после чего следовал подробный рассказ о соседке Фёдора Карамазова и знакомстве Марьи со Смердяковым. Такой фрагмент уводил сюжет в сторону, и поэтому был исключён писателем. В конце второй главы осталось косвенное свидетельство этого изменения, когда рассказчик отказывается от описания Смердякова: «Очень бы надо примолвить кое-что и о нём специально, но мне совестно столь долго отвлекать внимание моего читателя на столь обыкновенных лакеев, а потому и перехожу к моему рассказу, уповая, что о Смердякове как-нибудь сойдет само собою в дальнейшем течении повести». Намеченный эпизод с участием Смердякова и Марьи был перенесён Достоевским в пятую книгу.
2 декабря 1878 года стало известно, что публикация романа начнётся с январского номера «Русского вестника». Текст романа после корректуры в редакции посылался Достоевскому для утверждения, и писатель тщательно просматривал корректурные листы. Это объясняет занятость писателя в декабре 1878 года и январе 1879 года, из-за которой работа над продолжением романа была задержана. 31 января 1879 года Достоевский выслал третью книгу романа в редакцию «Русского вестника». В письме вместе с рукописью автор писал Николаю Любимову: «Я же эту третью книгу, теперь высылаемую, далеко не считаю дурною, напротив, удавшеюся (простите великодушно маленькое самохвальство…)». После этого писатель планировал сделать месячный перерыв в публикации, чтобы после непрерывно опубликовали книги следующей части.

### Часть вторая

#### Книга четвёртая. Надрывы.
С февраля 1879 года Достоевский работал над четвёртой книгой романа. В это время писателем создаётся живописная фигура отца Ферапонта, идейного противника старца Зосимы. Прообразами его выступили отец Палладий из «Истории Оптиной Пустыни» и иеромонах Феодосий из жития одного из Оптинских старцев. Отдельные наброски, в частности план первой главы и все намеченные в ней наброски реплик отца Ферапонта, также почти без изменений переносились в текст.
В черновиках сохранилась реакция Алёши на замечание отца, что Иван хочет отбить у него невесту: «Тревожное чувство. И вдруг ему померещилось, что он действительно мог сказать это, не в самом деле, а для того, чтоб глаза отвести, зачем он живёт». Алёша интуитивно понимает, что Иван ждёт убийства. В окончательной редакции романа Фёдор Карамазов уже прямо спрашивает Алёшу: «Не зарезать же меня тайком и он приехал сюда?» На что тот смутился ужасно и ответил: «Что вы! Чего вы это так говорите?».
Работая над главой «Надрыв в гостиной», Достоевский одновременно прорабатывал дальнейшие реплики Алёши и Лизы для главы «Сговор» следующей книги, а также обозначил встречу Ивана и Алёши. Из главы «И на чистом воздухе» только две реплики Снегирёва не вошли в печатную версию книги. Рассказывая, что пьяные — самые добрые, штабс-капитан должен был добавить: «Нечего делать, надо бюджет-с. Надо, чтоб Россия в Европе сияла-с, за просвещение Европе надо заплатить-с, вот и пьют наши самые добрые, чтоб за весь этот блеск оплатить. Шутка ли, сколько надо денег, чтоб одних дипломатов держать». Из его размышлений о проблемах воспитания не вошла фраза: «Фребелевскую систему у нас вводят-с, — просвещение-с. Читают. Песенки поют-с». Книга была напечатана в апрельском номере «Русского вестника».

#### Книга пятая. Pro и contra.

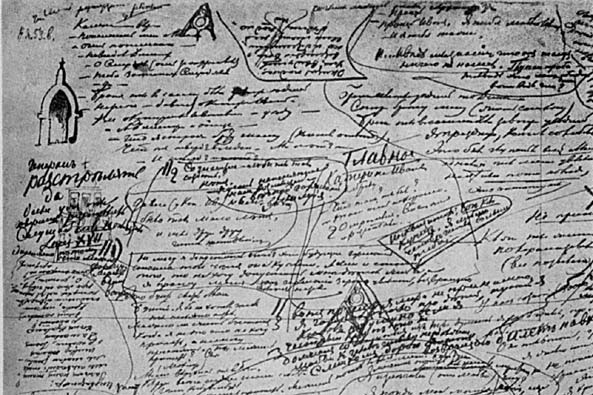
Заметки Достоевского к пятой книге романа

После небольшого перерыва Достоевский приступил к работе над пятой книгой, которую 30 апреля в письме называл кульминационной точкой романа. «Надо выдержать хорошо, а для этого не слишком спешить» — писал автор. Также писатель выделил композиционный принцип, выдерживаемый на протяжении всего романа: «Во всяком случае всё, что будет теперь следовать далее, будет иметь, для каждой книжки, как бы законченный характер. То есть как бы ни был мал или велик отрывок, но он будет заключать в себе нечто целое и законченное». Сохранились как отдельные наброски пятой книги с планами и отдельными эпизодами, так и черновая рукопись Достоевского с переписанным его женой вариантом, что позволяет наблюдать все этапы работы над книгой.
Первая глава «Сговор» была намечена ещё при работе над прошлой книгой и, как отмечают исследователи, возможно, изначально планировалась как эпизод в главе «Надрыв в гостиной», судя по отдельным репликам персонажей, связанным со словами Хохлаковой. Однако при работе над текстом Достоевский вынес этот фрагмент в отдельную главу. Из-за переноса «Сговора» также претерпел изменения диалог персонажей, вследствие того что Алёша между посещениями дома Хохлаковой знакомится со Снегирёвым. Изначально в главе «Смердяков с гитарой» присутствовала история романа Смердякова с дочерью соседки Карамазовых Марьей Николаевной. В печатном варианте Алёша только догадывается, с кем разговаривает Смердяков, в то время как в черновом варианте этот момент был детально проработан: «Хозяева домика были — безногая старуха вдова мещанка и её дочь… Старуха ещё года два тому назад могла ходить, кое-что работала, ходила по людям комиссионеркой, вещи продавала и процент брала <…> приехала к ней её двадцатидвухлетняя дочка Марья Николаевна <…> держалась, как барышня, и имела два-три недурных платья. Делать она ничего не умела, даже шить… <…> Марье Николаевне, любившей господ и высшее общество, понравилась именно неподатливость Смердякова, именно его холодный тон и совершенное несходство ни с каким „человеком“ из того класса, в котором пребывал Смердяков. Смердякову же очень понравились два её платья <…> Оба отличали друг в друге высших людей». Присутствовало подробное описание внешности Марьи и её знакомства со Смердяковым, что в целом, дополняло художественный портрет Смердякова в романе. Однако Достоевский, опасаясь, что развитие действия романа замедлится, исключил эпизод из произведения.
Главы «Братья знакомятся», «Бунт» и «Великий инквизитор» стали той самой кульминацией, о которой писал автор. Изначально в заметках присутствовал только «бунт» Ивана против созданного богом мира, после чего братья покидали трактир. Позже была добавлена поэма о Великом инквизиторе, которая в итоге заняла столько места, что опровержение слов Ивана уже не поместилось в пятую книгу, а саму книгу для печати пришлось разделить на две части. 10 мая 1879 года Достоевский выслал в «Русский вестник» первые четыре главы пятой книги: «Сговор», «Смердяков с гитарою», «Братья знакомятся» и «Бунт». В письме к Любимову автор пояснил: «Сегодня выслал на Ваше имя в редакцию „Русского вестника“ два с половиною (minimum) текста „Братьев Карамазовых“ для предстоящей майской книги „Русского вестника“. Это книга пятая, озаглавленная „Pro и contra“, но не вся, а лишь половина её. 2-я половина этой 5-й книги будет выслана (своевременно) для июньской книги, и заключать будет три листа печатных. Я потому принужден был разбить на 2 книги <…> эта 5-я книга в моем воззрении есть кульминационная точка романа, и она должна быть закончена с особенною тщательностью. Мысль её, как Вы уже увидите из посланного текста, есть изображение крайнего богохульства и зерна идеи разрушения нашего времени в России, в среде оторвавшейся от действительности молодежи, и рядом с богохульством и с анархизмом — опровержение их, которое и приготовляется мною теперь в последних словах умирающего старца Зосимы…».
В черновиках писателя поэма Ивана «Великий инквизитор» сначала чередовалась с записями для главы «Бунт», но позже была преобразована к итоговому печатному виду. В главе «Великий инквизитор» затрагивались «историко-философские и идейно-нравственные основы» жизни всего европейского человечества. В предварительных заметках Достоевского особенно заметна работа над тезисом Ивана: «…истины нет, бога, то есть того бога, которого Христос проповедовал». Также выделяются мыли о несовершенстве мира: страдания детей бессмысленны, а значит вся историческая действительность абсурдна. В черновике богохульство Ивана было показано Достоевским с большей резкостью: «Я бы желал совершенно уничтожить идею Бога». После этого Достоевский проработал встречу Ивана со Смердяковым в главе «С умным человеком и поговорить любопытно», заметки к которой, кроме последующих ночных раздумий Ивана, полностью вошли в печатный текст. В опущенном тексте раздумий Иван прямо предполагает, что Смердяков хочет убить Фёдора Карамазова, в тексте только упоминается ощущение вины героя при отъезде. 11 июня 1879 года Достоевский писал, что отправил для июньского номера «Русского вестника» вторую половину пятой книги: «В ней закончено то, что „говорят уста гордо и богохульно“. Современный отрицатель, из самых ярых, прямо объявляет себя за то, что советует дьявол, и утверждает, что это вернее для счастья людей, чем Христос».

#### Книга шестая. Русский инок.
В шестой книге Достоевский планировал показать, что «чистый, идеальный христианин — дело не отвлеченное, а образно реальное, возможное, воочию предстоящее». В письме к Победоносцеву Достоевский обозначил, что «Русский инок» был задуман, как теодицея. Писатель отказывается от схоластических доказательств бытия Божия, противопоставляя логической аргументации Ивана Карамазова религиозное мировоззрение старца Зосимы. Работа над книгой затянулась, и писатель в письме попросил перенести печать с июля на август. Также Достоевский наметил дальнейший план работы: на сентябрьский и октябрьский номера журнала написать седьмую книгу, после чего сделать перерыв в издании до следующего года, продолжив печатать роман с января. Автор заранее попросил прощения и обещал написать письмо к читателю, в котором собирался объяснить, что «Русский вестник» в задержке не виноват. Одной из причин задержки в работе стала болезнь Достоевского, из-за которой он во второй половине июля отправился на лечение в Эмс, где тем не менее, продолжал работу над «Братьями Карамазовыми».
В черновых заметках Достоевский сначала планировал, что все свои поучения Зосима записывал сам. Позже автор изменил своё решение, и поучения были написаны Алёшей со слов Старца и его ранних записей. 15 июня 1879 года во время обдумывания книги Достоевский в одном из писем писал: «Болезнь и болезненное настроение лежат в корне самого нашего общества, и на того, кто сумеет это заметить и указать, — общее негодование». Исходя из этого письма и предварительных записок, исследователи полагают, что проблема социального быта в России изначально планировалась к рассмотрению в шестой книге; это частично нашло отражение в теме социального неравенства, затронутой в главе «Нечто о господах и слугах и о том, возможно ли господам и слугам стать взаимно по духу братьями» печатной версии книги. Достоевский весьма резко отзывается об общем состоянии русского общества в этих заметках: «Что же, нельзя не сознаться, в России мерзко». Несмотря на планы показать возможность существования идеального монаха, в черновых записях писатель резко отзывается также и о священнослужителях: «…никто не исполнен такого материализма, как духовное сословие». В поучениях Зосимы содержатся отдельные истории, которых в черновых материалах было больше, чем вошло в изданный роман. Так, исследователями упоминается история гордой девушки-утопленницы, мораль которой записана Достоевским: «Кто же, как не город, виноват? Кажется, так. Но город — значит, другие. Кто же, как не ты, виноват — вот где правда»; а также история про солдата: «Умирающий солдат. Ходил просить прощения к одной женщине».
Спешу выслать Вам при сем книгу шестую „Карамазовых“, всю, для напечатания в 8-й (августовской) книге „Русского вестника“. Назвал эту 6-ю книгу „Русский инок“ — название дерзкое и вызывающее <…> Я же считаю, что против действительности не погрешил: не только как идеал справедливо, но и как действительность справедливо.
Не знаю только, удалось ли мне. Сам считаю, что и 1/10-й доли не удалось того выразить, что хотел
Работу над шестой книгой Достоевский завершил к 7 августа 1879 года. В письме к Любимову писатель отметил, что изобразил действительность, но выразил далеко не всё, что хотел. Образ русского инока не был принят ни либеральной критикой, ни почитателями древних иноков и святителей; был отвергнут также и оптинскими старцами.

### Часть третья

#### Книга седьмая. Алёша.
После завершения шестой книги Достоевский предполагал назвать следующую «Грушенька» и относил её ко второй части романа. «… с окончанием этой 2-й части, восполнится совершенно дух и смысл романа. Если не удастся, то моя вина как художника» — писал автор. В середине августа 1879 года Достоевский приступил к работе: «Сел писать роман и пишу, но пишу мало, буквально некогда <…> К приезду моему (3-го или 4-го сентября) дай бог, чтоб привезти половину на сентябрьский-то номер, а остальную половину сяду дописывать на другой же день по приезде, ничего не отдыхая». При этом половиной в этом письме назывались события романа, составившие впоследствии всю седьмую книгу, так как по замыслу автора книга «Грушенька» должна была состоять из двух отдельных повестей. По мнению исследователей, этими повестями стали «Алёша» и «Митя» — седьмая и восьмая книги романа.
Из черновиков следует, что писатель неоднократно менял порядок эпизодов и реплики героев в книге, тем не менее в итоге использовав почти все заметки. Только характеристика Ракитина не получила развития из заметок, в которых персонаж являлся побратимом Алёши, раскрывая популярную тему «истребить народ»: «Главное, Ракитину досадно было, что Алеша молчит и с ним не спорит. Крестами поменялись». В черновых записях в личности Ракитина в большей степени проявлялся «шестидесятник, будущий социалист и обличитель, сторонник европейского „просвещения“ и почитатель Бокля».
Вернувшись в Старую Руссу, Достоевский 8 сентября написал в редакцию, что так как был сильно «изломан дорогой», то опаздывает с написанием, но надеется прислать первую часть седьмой книги до 20 сентября, чтобы успеть напечатать в сентябрьском номере журнала. С 8 по 16 сентября определился размер седьмой книги, в которую вошла только одна из двух задуманных повестей. 16 сентября Достоевский писал в редакцию: «высылаю <…> книгу седьмую „Карамазовых“ <…> В этой книге четыре главы: три высылаю, а 4-ю вышлю через два дня <…> она важнейшая и заключительная <…> Последняя глава (которую вышлю) „Кана Галилейская“ — самая существенная во всей книге, а может быть, и в романе». Название книги сменилось на «Алёша» из-за того, что в этот момент писатель решил посвятить каждому брату отдельную главу.

#### Книга восьмая. Митя.
Высылая седьмую книгу, 16 сентября Достоевский рассчитывал завершить восьмую книгу к октябрьскому номеру «Русского вестника», после чего сделать перерыв. Однако к 8 октября Достоевский пришёл к выводу, что к октябрьскому номеру успеет проработать только половину восьмой книги, так как «во всей этой 8-й книге появилось вдруг много совсем новых лиц, и хоть мельком, но каждое надо было очертить в возможной полноте, а потому книга эта вышла больше». Вторую половину восьмой книги автор рассчитывал напечатать в ноябрьском номере журнала.
Старика Карамазова убил слуга Смердяков. Все подробности будут выяснены в дальнейшем ходе романа. Иван Федорович участвовал в убийстве лишь косвенно и отдаленно, единственно тем, что удержался (с намерением) образумить Смердякова во время разговора с ним перед своим отбытием в Москву и высказать ему ясно и категорически свое отвращение к замышляемому им злодеянию (что видел и предчувствовал Иван Федорович ясно) и таким образом как бы позволил Смердякову совершить это злодейство. Позволение же Смердякову было необходимо, впоследствии опять-таки объяснится почему. Дмитрий Федорович в убийстве отца совсем невинен
В заметках к этой книге нет предварительного чёткого разбиения по главам, а некоторые из них использовались позже при написании девятой книги. Наиболее полно в черновиках сохранилась третья глава «Золотые прииски». Из четвёртой главы «В темноте» в заметках имеется только кульминационный момент нахождения Мити в саду Фёдора Карамазова, отмеченный отточием после записи: «„Как ты отсюда попала? Гостинчик приготовлен. Пойдем покажу“. „Это он про деньги“, — подумал Митя, и в сердце его вдруг закипела нестерпимая, невозможная злоба». 8 ноября в ответ на вопрос читательницы о том, что же произошло на самом деле, Достоевский подробно объясняет сюжет и мотивы героев, в частности раскрывая интригу романа.

#### Книга девятая. Предварительное следствие.
16 ноября в письме Любимову Достоевский написал, что задуманного суда будет недостаточно, поэтому необходимо описать предварительное следствие, в котором писатель также планировал сильнее наметить характер Мити Карамазова, который «очищается сердцем и совестью под грозой несчастья и ложного обвинения». «…на декабрьскую книгу пришлю ещё 9-ю новую книгу, чтобы тем закончить часть» — говорится в письме. При этом уже имеется в виду третья часть, так как автор замечает, что вторая часть слишком выросла в размере: «Я первоначально действительно хотел сделать лишь в 3-х частях. Но так как пишу книгами, то забыл (или пренебрег) поправить то, что давно замыслил. А потому и пришлю при письме в редакцию и приписку, чтоб эту вторую часть считать за две части, то есть за 2-ю и 3-ю, а в будущем году напечатана будет, стало быть, лишь последняя, четвёртая часть». В ходе работы над книгой её размер вырос в несколько раз, поэтому к назначенному сроку писатель не успел. Увеличение объёма некоторые исследователи объясняют как добавлением незапланированных эпизодов, так и более детальным изображением намеченных ранее глав. В частности, важность книги объясняется изображением начала процесса нравственного очищения Мити. 12 декабря Достоевский прислал для публикации в редакцию «Русского вестника» письмо, в котором объяснял читателям, что в задержке виноват только он, а не издательство.
Работу над девятой книгой Достоевский начал в конце ноября 1879 года. В первой главе планировалось разместить события перед допросом, в результате чего её пришлось разделить на две: «Начало карьеры чиновника Перхотина» и «Тревога». Некоторые эпизоды, наоборот, были убраны из окончательного варианта, как, например, разговор должностных лиц после предварительного следствия, в котором разоблачался государственный суд. Книга в целом построена на контрастных сопоставлениях внешних и внутренних скрытых свойств участников следствия и описании внутреннего перерождения Дмитрия Карамазова. В заметках также содержатся вопросы писателя по процессуальной стороне ведения следствия. Из черновых записей следует, что Достоевский задумывал масштабную критику государственного суда, в духе обличений из романа «Воскресение» Льва Толстого. Позже тема нравственного очищения Дмитрия вышла на первый план, смягчив и заслонив критику судопроизводства.
14 января 1880 года девятая книга была закончена и отправлена в редакцию «Русского вестника». «Эта 9-я книга <…> вышла несравненно длиннее, чем я предполагал, сидел я за нею 2 месяца и отделывал до последней возможности тщательно. <…> Что делать! Зато на столько же неминуемо сократится 4-я часть, ибо сказанное в „Предварительном следствии“ в 4-й части, естественно, может быть теперь передано уже не в подробности» — писал автор Любимову.

### Часть четвёртая
21 января 1880 года в письме Достоевский написал, что собирается через неделю приступить к работе над последней частью. Перед тем, как приступить к десятой книге, писатель составил план всей части: первые две книги были проработаны детально, третья только намечена, эпилог изначально не планировался.

#### Книга десятая. Мальчики.
При разработке плана последней части Достоевский не выделял тему мальчиков и не придавал важного идейно-композиционного значения клятве после похорон Илюши. После составления плана писатель начал развивать давно интересовавшую его тему детей, которая в итоге вылилась в целую книгу из-за большого количества материала и использования тем и сюжетов из прежних замыслов: атеист Коля Красоткин рассказывает Алёше о безнравственном поведении мальчиков, обсуждает вопрос переустройства общества. В черновиках сохранились и несостоявшиеся разговоры Коли и Алёши, затрагивающие философские вопросы отсутствия добра, религиозные проблемы теории Дарвина. Затрагивается давно запланированный вопрос того, что Христос был обычным человеком. Работу над десятой книгой Достоевский закончил в начале апреля 1880 года, книга была напечатана в апрельском номере «Русского вестника».

#### Книга одиннадцатая. Брат Иван Федорович.
23 апреля 1880 года Достоевский писал: «не дают писать <…> Виноваты же в том опять-таки „Карамазовы“ <…> ко мне ежедневно приходит столько людей, столько людей ищут моего знакомства, зовут меня к себе — что я решительно здесь потерялся и теперь бегу из Петербурга!». В том же письме автор сообщил, что к майскому выпуску журнала не успеет закончить очередную книгу романа, и рассчитывал продолжить печать с июня. Впервые упоминается будущий эпилог, который первоначально планировалось напечатать в сентябрьском номере журнала. Из-за вынужденного перерыва в работе из-за поездки в Москву в конце мая и первой половине июня работу над книгой писатель заканчивал уже во второй половине июня. Первые пять глав в редакцию были отправлены только 6 июля 1880 года.
Исследователи отмечают общее настроение книги, выраженное заметкой писателя: «Все в лихорадочном состоянии и все как бы в своем синтезе». В первоначальный план части были добавлены главы «Больная ножка» и «Черт. Кошмар Ивана Федоровича». Встреча Ивана с Лизой была включена в план уже во время работы над десятой книгой и должна была, по замыслу писателя, способствовать раскрытию карамазовской плотоядности. В предварительном плане книги первые два посещения Смердякова были отделены от третьего рядом эпизодов, однако, обдумывая посещения персонажами Дмитрия Карамазова, Достоевский пришел к окончательному расположению глав. Особое внимание уделялось психологическим мотивам каждого посещения. Изначально Иван задавался вопросом, на самом деле ли он хотел убийства отца, после второго посещения, но позже писатель сделал это сомнение причиной второго визита к Смердякову. По поводу причины третьего визита Ивана Достоевский писал в заметках: «(Когда дошел до своего звонка.) Ревность к Кате. И то, что трус. <…> Причина. Слова Кати: „Я была у Смердякова“. Самолюбие. Была и ещё причина (сатана). <…> 3-е свидание. У звонка (причина свидания, — что говорил Алеша)».
Изначально Достоевский не планировал посещение Ивана чёртом, описанное в девятой главе «Черт. Кошмар Ивана Федоровича». Однако, задумав эту главу, писатель стремился к реалистичности, отметив 15 июня в письме: «…фантастическое в искусстве имеет предел и правила. Фантастическое должно до того соприкасаться с реальным, что Вы должны почти поверить ему». В черновых заметках отражено стремление писателя подчеркнуть реалистичность черта при помощи мелких прозаических штрихов в описании; неправдоподобные эпизоды автор отбрасывал. В письме к Любимову Достоевский подчёркивает, что чёрт является порождением безверия Ивана: «Мой герой, конечно, видит и галлюцинации, но смешивает их и со своими кошмарами. Тут не только физическая (болезненная) черта, когда человек начинает временами терять различие между реальным и призрачным (что почти с каждым человеком хоть раз в жизни случалось), но и душевная, совпадающая с характером героя: отрицая реальность призрака, он, когда исчез призрак, стоит за его реальность. Мучимый безверием, он (бессознательно) желает в то же время, чтобы призрак был не фантазия, а нечто в самом деле». 10 августа 1880 года писатель закончил работу над одиннадцатой книгой, отправив в «Русский вестник» вторую половину для печати.

#### Книга двенадцатая. Судебная ошибка.
Вы не поверите, до какой степени я занят, день и ночь, как в каторжной работе! Именно — кончаю „Карамазовых”, следственно, подвожу итог произведению, которым, я по крайней мере, дорожу, ибо много в нем легло меня и моего. Я же и вообще-то работаю нервно, с мукой и заботой. Когда я усиленно работаю — то болен даже физически. Теперь же подводится итог тому, что 3 года обдумывалось, составлялось, записывалось. Надо сделать хорошо, то есть по крайней мере сколько я в состоянии. Я работы из-за денег на почтовых — не понимаю. Но пришло время, что все-таки надо кончить и кончить не оттягивая. Верите ли, несмотря, что уже три года записывалось, иную главу напишу да и забракую, вновь напишу и вновь напишу. Только вдохновенные места и выходят зараз, залпом, а остальное всё претяжелая работа
Спустя неделю, 17 августа 1880 года, Достоевский приступил к работе над последней двенадцатой книгой романа. Многие заметки относительно судебного процесса были сделаны Достоевским заранее во время пребывания в Петербурге. «Не думаю, чтоб я сделал какие-нибудь технические ошибки в рассказе: советовался предварительно с двумя прокурорами ещё в Петербурге» — писал автор. Тем не менее, боясь что-то упустить или ошибиться, Достоевский словами рассказчика заранее предупреждает об этом. В письме 16 августа Достоевский отметил, что собирается сосредоточить внимание в книге на адвокате и прокуроре. Наибольшее количество черновых заметок было впоследствии посвящено именно этим персонажам.
Объём получившейся книги превысил запланированный вдвое. 8 сентября 1880 года писатель отправил в редакцию «Русского вестника» первые пять глав последней книги, написав при этом в письме Любимову: «Как ни старался кончить и прислать Вам всю двенадцатую и последнюю книгу „Карамазовых“, чтоб напечатать зараз, но увидел наконец, что это мне невозможно. Прервал на таком месте, на котором действительно рассказ может представлять нечто целое (хотя, может быть, и не столь эффектное), да и действие кстати у меня на время прерывается (…) Остановил рассказ на перерыве пред „судебными прениями“». К 6 октября Достоевский закончил работу над двенадцатой книгой.

### Эпилог
Изначально Достоевский не планировал писать эпилог. Впервые писатель сообщает о том, что у романа может появиться эпилог, в письме от 23 апреля 1880 года. В то время автор рассчитывал, что эпилог будет напечатан уже в сентябрьском номере журнала «Русский вестник». В письме 18 октября 1880 года Достоевский сообщил, что с 20 октября «должен сесть работать, чтоб написать заключительный „Эпилог“». Предварительные заметки к его содержанию были сделаны писателем ещё весной: «…несколько слов о судьбе лиц и совершенно отдельная сцена: похороны Илюши и надгробная речь Алексея Карамазова мальчикам, в которой отчасти отразится смысл всего романа». Почти все запланированное в черновиках в итоге оказалось в окончательной версии романа. Изначально Достоевский задумывал примирить Дмитрия, Грушеньку и Катерину, но впоследствии отказался от этой идеи. Работа над эпилогом была закончена к 8 ноября 1880 года.
«Ну, вот и кончен роман! Работал его три года, печатал два — знаменательная для меня минута. К рождеству хочу выпустить отдельное издание. Ужасно спрашивают, и здесь, и книгопродавцы по России; присылают уже деньги» — написал Достоевский в письме к Любимову, пересылая в редакцию «Русского вестника» эпилог романа.

## Стенографирование

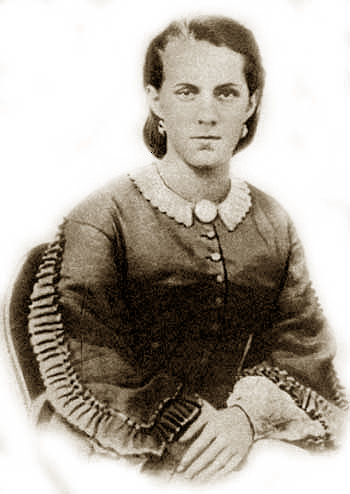
Анна Григорьевна Достоевская — жена писателя

Для ускорения работы над романом Достоевскому помогала его жена Анна Григорьевна, которая переписывала отдельные книги и стенографировала значительную часть произведения под диктовку писателя. Исследователями было обнаружено 28 страниц большого формата со стенографическими записями, которые после расшифровки оказались речами прокурора и адвоката из двенадцатой книги романа. Достоевский вынужден был прибегнуть к помощи жены, так как заключительные книги произведения должны были быть готовы к заранее установленному сроку, чтобы к Рождеству 1881 года роман «Братья Карамазовы» мог выйти отдельным изданием. Из-за работы над «Дневником писателя» и ряда других причин Достоевский, несмотря на «каторжную работу» над текстом, не укладывался в намеченный план. Кроме того, в процессе работы над двенадцатой книгой её объём увеличился почти вдвое.
8 сентября 1880 года Достоевский по этому поводу написал Любимову: «Как ни старался кончить и прислать Вам всю двенадцатую и последнюю книгу „Карамазовых“, чтоб напечатать зараз, но увидел наконец, что это мне невозможно. Прервал на таком месте, на котором действительно рассказ может представлять нечто целое». Характер стенографических записей, по мнению исследователей, показывает, что писатель диктовал очень близкую к окончательному виду черновую рукопись романа. Когда Анна Григорьевна не успевала записывать, она не прерывала Достоевского, а оставляла пробелы, которые после заполнял сам автор. При сравнении стенографических записей с окончательным вариантом исследователи отметили, что писатель не только заполнил пробелы, но и дополнительно правил текст. Так, для придания предельной достоверности были убраны домыслы прокурора за Дмитрия Карамазова, поясняющие его мотивы, и полемические характеристики психологического метода в речи адвоката. Кроме того, исследователями был приведён список различий между стенограммой и текстом 6-13 глав двенадцатой книги.